# Anilocra prionuri
Anilocra prionuri är en kräftdjursart som beskrevs av Williams och Bunkley-Williams 1986. Anilocra prionuri ingår i släktet Anilocra och familjen Cymothoidae. Inga underarter finns listade i Catalogue of Life.